# Benjamin Winter
Benjamin „Ben“ Winter (* 30. Dezember 1988 in Dortmund; † 14. Juni 2014 in Hamburg) war ein deutscher Vielseitigkeitsreiter und Hauptgefreiter der Bundeswehr.

## Werdegang
2005 wurde er Westfälischer Meister der Junioren. Damit qualifizierte er sich für die Deutsche Meisterschaft in Krusemark. 2006 gewann er bei der Deutschen Meisterschaft der Junioren Bronze und bei der Europameisterschaft in Irland Gold mit der Mannschaft. 2007 belegte er mit Wild Thing Z und Gigolo die Plätze 6 und 8 bei der Deutschen Meisterschaft der Jungen Reiter und gewann bei der Europameisterschaft im schottischen Blair Castle Team-Bronze. Zudem wurde er Westfälischer Vize-Meister. 2008 gewann er bei der Deutschen Meisterschaft erneut Bronze, siegte beim Preis der Besten in Warendorf und gewann Team-Silber bei der Europameisterschaft in Kreuth, im Einzel ritt er auf Platz vier. 2009 gewann Winter mit Wild Thing Z Gold bei der Deutschen Meisterschaft der Jungen Reiter sowie Mannschafts-Silber bei der Europameisterschaft.
Ab Sommer 2009 war er Mitglied der Perspektivgruppe am Deutschen Olympiade-Komitee für Reiterei in Warendorf. Dort absolvierte er auch eine Ausbildung zum Pferdewirt. Ab November 2012 gehörte er der Sportfördergruppe an der Sportschule der Bundeswehr in Warendorf an.
Nach dem Ende seiner Junge-Reiter-Zeit wurde er in den deutschen B-Kader Vielseitigkeit aufgenommen. Ende 2011 wurde Benjamin Winter in den Olympiakader (A-Kader) berufen. Sein erstes Championat nach der Junge-Reiter-Zeit bestritt er 2011 bei den Europameisterschaften in Luhmühlen. Hier trat er als Einzelreiter mit Wild Thing Z an und belegte Rang 13. Mit dem Erfolg auf der Europameisterschaft erfüllte er die Voraussetzung für die Auszeichnung mit dem Goldenen Reitabzeichen. Dieses wurde ihm am 12. November 2011 im Rahmen des Championatsballs in Warendorf feierlich verliehen.
Auch für die Europameisterschaften 2013 war er als Einzelreiter nominiert, mit Ispo kam er auf Rang 18. Mit der westfälischen Mannschaft gewann er 2013 auf den Deutschen Mannschaftsmeisterschaften in Fürstenau Gold, im Einzel belegte er in Schenefeld mit Wild Thing Z Rang sechs. Bei seinem Debüt beim CHIO Aachen im selben Jahr erreichte er im CICO 3* mit Revenue den achten Platz. Bei den westfälischen Meisterschaften 2014, die im Rahmen des CIC 2* Everswinkel ausgetragen wurden, erreichte Winter mit Catch my Thing den Meistertitel.
Am 14. Juni 2014 starb Benjamin Winter im Unfallkrankenhaus Boberg an den Folgen eines schweren Schädel-Hirn-Traumas, das er sich am selben Tag bei einem Sturz beim Ritt mit seinem zweiten Pferd Ispo beim CCI 4* Luhmühlen zugezogen hatte. Zuvor hatte er den Geländeritt mit Wild Thing bereits erfolgreich absolviert.

## Familie
Benjamin Winter war der Sohn der Dressurausbilderin Sybille Winter. Seine beiden älteren Geschwister Marius und Laura sind ebenfalls im Sport aktiv.

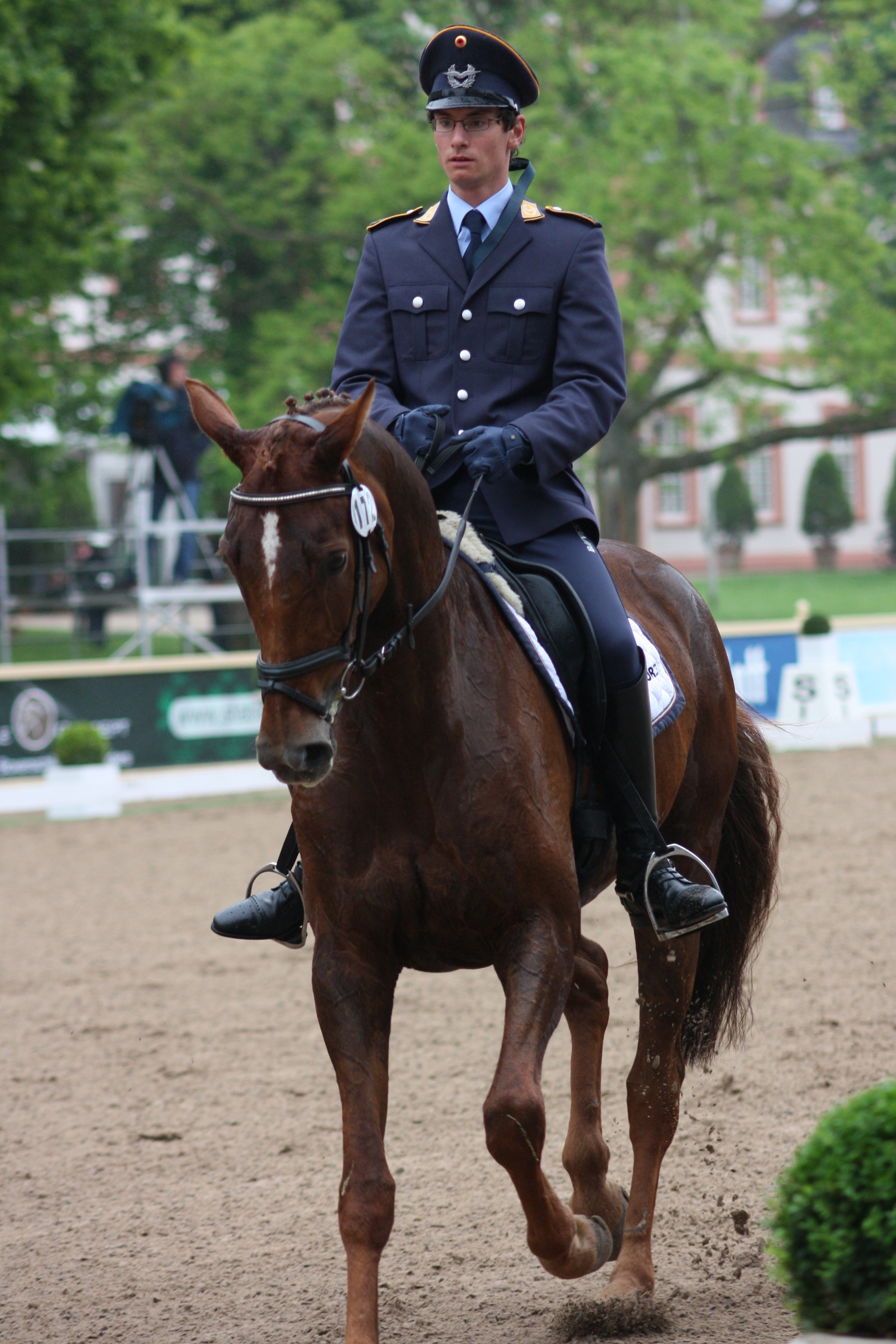
Benjamin Winter mit Revenue, CIC 3* Wiesbaden 2013

## Pferde
- Wild Thing Z (* 1998), brauner Westfalenwallach, Vater: Wessex, Muttervater: Sugarbowl, Züchter: Siegfried Zobel, Besitzer: Marius Winter, bis 2005 von Marius Winter geritten.
- Woolpit Amble (* 2000), Britische Stute, Besitzer: Heather Seaward[10]
- Ispo (* 2004), Westfalen-Wallach, Vater: It’s me du Mesnil, Muttervater: Polydor, Besitzer: Peter Scheffer & Familie Winter; wurde später bis zum Mai 2016 von Sandra Auffarth geritten[11][12]
- Revenue (* 2001), Westfalen-Stute, Besitzer: DOKR, bis 2009 von Laura Winter geritten
- Catch my Thing (* 2007), Westfalen-Wallach, Besitzer: Benjamin Winter.